# Marathon van Enschede 1985
De marathon van Enschede 1985 werd gelopen op zaterdag 22 juni 1985. Het was de twintigste editie van deze marathon.
De Hongaarse politieagenten Zoltan Köszegi en István Kerékjártó kwamen beiden hand in hand over de finish in 2:15.39. De Nederlandse Eefje van Wissen won bij de vrouwen in 2:39.32. Aangezien deze wedstrijd tevens het toneel was van de Nederlands kampioenschappen, won zij met deze prestatie, net als in 1983, tevens de nationale titel. Bij de mannen ging de nationale titel voor de derde opeenvolgende maal in deze marathon naar Cor Vriend, die in 2:15.51 over de finish kwam. Hij was hiermee zijn landgenoten Richard Vollenbroek en Marti ten Kate te snel af, die respectievelijk tweede en derde werden in het NK.

## Uitslagen

### Mannen
| rang   | naam                | land | tijd    | opmerkingen |
| ------ | ------------------- | ---- | ------- | ----------- |
| Goud   | Zoltan Köszegi      | HUN  | 2:15.39 |             |
| Zilver | István Kerékjártó   | HUN  | 2:15.39 |             |
| Brons  | Cor Vriend          | NED  | 2:15.51 | 1e NK       |
| 4      | Jozef Machalek      | TCH  | 2:16.07 |             |
| 5      | José Reveyn         | BEL  | 2:16.16 |             |
| 6      | Richard Vollenbroek | NED  | 2:16.23 | 2e NK       |
| 7      | Jan-Ivar Westlund   | SWE  | 2:17.05 |             |
| 8      | Marti ten Kate      | NED  | 2:17.52 | 3e NK       |
| 9      | Zbigniew Pierzynka  | POL  | 2:18.24 |             |
| 10     | Sergio Gandaglia    | ITA  | 2:19.04 |             |
| 11     | Maurizio Lorenzetti | ITA  | 2:19.35 |             |

### Vrouwen
| rang   | naam             | land | tijd    | opmerkingen |
| ------ | ---------------- | ---- | ------- | ----------- |
| Goud   | Eefje van Wissen | NED  | 2:39.32 | 1e NK       |
| Zilver | Lone Dybdal      | DEN  | 2:40.40 |             |
| Brons  | Jolanda Homminga | NED  | 2:54.35 | 2e NK       |

1947 ·
1949 ·
1951 ·
1953 ·
1955 ·
1957 ·
1959 ·
1961 ·
1963 ·
1965 ·
1967 ·
1969 ·
1971 ·
1973 ·
1975 ·
1977 ·
1979 ·
1981 ·
1983 ·
1985 ·
1987 ·
1989 ·
1991 ·
1992 ·
1993 ·
1994 ·
1995 ·
1996 ·
1997 ·
1998 ·
1999 ·
2000 ·
2001 ·
2002 ·
2003 ·
2004 ·
2005 ·
2006 ·
2007 ·
2008 ·
2009 ·
2010 ·
2011 ·
2012 ·
2013 ·
2014 ·
2015 ·
2016 ·
2017 ·
2018 ·
2019 ·
2020 · 2021 ·
2022 ·
2023 ·
2024 ·
2025